# Cleveland Browns 1950
La stagione 1950 dei Cleveland Browns è stata la prima della franchigia nella National Football League dopo avere militato per quattro anni nella All-America Football Conference. La squadra terminò la stagione regolare con un record di 10–2, battendo i Los Angeles Rams nella finale di campionato. Fu il quinto titolo consecutivo per Cleveland, dopo avere vinto i quattro precedenti nella AAFC.
Dopo avere vinto tutte le cinque gare di pre-stagione, i Browns affrontarono i Philadelphia Eagles bi-campioni in carica nella prima gara della stagione regolare. Molti giornalisti sportivi consideravano i Browns inferiori malgrado i loro successi nella AAFC, definendoli una squadra dominante in una lega inferiore, ma Cleveland sconfisse Philadelphia 35–10, la prima di dieci vittorie in stagione. Le uniche due sconfitte di Cleveland giunsero contro i New York Giants, con i quali la squadra condivise un record di 10–2 alla fine della stagione regolare. Fu così necessario uno spareggio in cui i Browns vinsero per 8-3, raggiungendo la prima sei finali del campionato NFL consecutive.

## Roster
| Roster dei Cleveland Browns nel 1950 |
| --- |
| Quarterback - 60 Otto Graham - 62 Cliff Lewis Running Back - 90 Rex Bumgardner - 84 Ken Carpenter - 85 Ken Gorgal - 82 Tommy James - 86 Dub Jones - 80 Warren Lahr - 92 Dom Moselle - 94 Don Phelps - 74 Tony Adamle - 70 Emerson Cole - 76 Marion Motley Wide Receiver - 53 Len Ford - 59 Horace Gillom - 56 Dante Lavelli - 50 Jim Martin - 58 Mac Speedie - 52 George Young Tight End {{{te}}} Offensive Linemen - 35 Alex Agase - 34 Abe Gibron - 32 Lin Houston - 38 Weldon Humble - 36 Tommy Thompson - 30 Bill Willis - 22 Frank Gatski - 20 Hal Herring - 48 Chubby Grigg - 46 Lou Groza - 45 John Kissell - 42 Derrell Palmer - 44 Lou Rymkus - 49 John Sandusky Defensive Linemen {{{dl}}} Linebacker {{{lb}}} Defensive Back {{{db}}} Special Team {{{st}}} |
| Legenda - I rookie sono in corsivo. - Il primo ruolo è il principale mentre gli eventuali successivi indicano i ruoli secondari. - (IR) sta per Injured Reserve ed indica la lista ristretta per un solo giocatore infortunato che può tornare ad allenarsi dopo la settimana 6 e a rientrare in prima squadra dopo che questa ha giocato 8 partite. - (NF-Inj.) / (NF-Ill.) stanno rispettivamente per Non-Football Injured e Non-Football Illness ed indicano le liste dove viene inserito un giocatore che ha un infortunio o una malattia non dipendente dal football americano. - (PUP) sta per Physically Unable to Perform ed indica la lista dove viene inserito un giocatore mentre è in attesa di recuperare la condizione fisica. Nella stagione regolare dopo la sesta partita giocata dalla propria squadra, il giocatore ha tempo tre settimane per riprendere ad allenarsi, più tre settimane aggiuntive dal suo rientro agli allenamenti per rientrare in prima squadra. |

## Calendario
| Stagione regolare |                    |                        |                    |                    |                                |                    |                    |
| Turno             | Data               | Avversario             | Risultato          | Record             | Stadio                         | Pubblico           | Sintesi            |
| 1                 | 16 settembre       | at Philadelphia Eagles | V 35–10            | 1–0                | Philadelphia Municipal Stadium | 71,237             | Recap              |
| 2                 | 24 settembre       | at Baltimore Colts     | V 31–0             | 2–0                | Municipal Stadium              | 15,201             | Recap              |
| 3                 | 1 ottobre          | New York Giants        | S 0–6              | 2–1                | Cleveland Stadium              | 37,647             | Recap              |
| 4                 | 7 ottobre          | at Pittsburgh Steelers | V 30–17            | 3–1                | Forbes Field                   | 35,590             | Recap              |
| 5                 | 15 ottobre         | Chicago Cardinals      | V 34–24            | 4–1                | Cleveland Stadium              | 33,774             | Recap              |
| 6                 | 22 ottobre         | at New York Giants     | S 13–17            | 4–2                | Polo Grounds                   | 41,734             | Recap              |
| 7                 | 29 ottobre         | Pittsburgh Steelers    | V 45–7             | 5–2                | Cleveland Stadium              | 40,714             | Recap              |
| 8                 | 5 novembre         | at Chicago Cardinals   | V 10–7             | 6–2                | Comiskey Park                  | 38,456             | Recap              |
| 9                 | 12 novembre        | San Francisco 49ers    | V 34–14            | 7–2                | Cleveland Stadium              | 28,786             | Recap              |
| 10                | 19 novembre        | Washington Redskins    | V 20–14            | 8–2                | Cleveland Stadium              | 21,908             | Recap              |
| 11                | Settimana di pausa | Settimana di pausa     | Settimana di pausa | Settimana di pausa | Settimana di pausa             | Settimana di pausa | Settimana di pausa |
| 12                | 3 dicembre         | Philadelphia Eagles    | V 13–7             | 9–2                | Cleveland Stadium              | 37,490             | Recap              |
| 13                | 10 dicembre        | at Washington Redskins | V 45–21            | 10–2               | Griffith Stadium               | 30,143             | Recap              |

Nota: gli avversari della propria conference sono in grassetto.

## Classifiche
| NFL American Conference |    |   |   |      |      |     |     |     |
|                         | V  | S | P | %    | CONF | PF  | PS  | STR |
| Cleveland Browns        | 10 | 2 | 0 | .833 | 8–2  | 310 | 144 | V6  |
| New York Giants         | 10 | 2 | 0 | .833 | 8–2  | 268 | 150 | V6  |
| Pittsburgh Steelers     | 6  | 6 | 0 | .500 | 5–5  | 180 | 195 | V1  |
| Philadelphia Eagles     | 6  | 6 | 0 | .500 | 4–6  | 254 | 141 | S4  |
| Chicago Cardinals       | 5  | 7 | 0 | .417 | 3–6  | 233 | 287 | S1  |
| Washington Redskins     | 3  | 9 | 0 | .250 | 1–8  | 232 | 326 | S1  |

Note: I pareggi non venivano conteggiati ai fini della classifica fino al 1972.